# Karl Christian Gmelin
Karl Christian Gmelin o Carl Christian Gmelin (Badenweiler, 18 marzo 1762 – Karlsruhe, 26 giugno 1837) è stato un botanico tedesco.

## Biografia
Era il fratello del incisore Wilhelm Friedrich Gmelin (1760-1820). Studiò medicina e scienze naturali presso le università di Strasburgo e Erlangen, ricevendo il dottorato presso l'omonima università nel 1784. Dopo la laurea, lavorò come insegnante di storia naturale al liceo di Karlsruhe, incarico che ha mantenuto per 50 anni . Tra i suoi allievi più noti c'erano Alexander Braun. A Karlsruhe fu anche direttore del giardino botanico e fu responsabile della collezione di storia naturale.
Fu l'autore della opera formata da tre volumi dal titolato Flora badensis Alsatica (1805-1808). Alcune piante con l'epiteto specifico di gmelinii furono chiamati in suo onore.
Sua figlia Karoline sposò il generale badense Friedrich Hoffmann.